# Кабус ибн аль-Мунзир
Кабус ибн аль-Мунзир (убит в конце 573 года) — царь (малик) государства Лахмидов в 569—573 годах, сын царя аль-Мунзира III. Вёл войну с государством Гассанидов, во время которой был несколько раз разбит.

## Происхождение и приход к власти
Кабус был сыном лахмидского царя аль-Мунзира III и киндитской принцессы Хинд, дочери царя Кинды аль-Хариса ибн Амра. Хотя источники утверждают, что старшим сыном аль-Мунзира и Хинд был Амр III, который и стал преемником отца, некоторые данные указывают на то, что первым на свет появился Кабус. Согласно аль-Хилли, аль-Мунзир III носил кунью Абу Кабус — «Отец Кабуса». Подобную кунью арабы получали в честь своего первого или самого знаменитого сына. С учётом того, что Кабус пользовался не лучшей репутацией, аль-Мунзир мог получить это прозвище только в честь своего первенца. 
Вступив на престол, Амр III передал в управление Кабусу (одному или совместно с младшими братьями) все периферийные владения Лахмидов, оставив в своём непосредственном управлении только столицу — город аль-Хиру. Кроме того, судя по всему, в период правления своего брата Амра III Кабус командовал лахмидскими войсками. По свидетельству Менандра Протектора, когда император Юстин II, вступив на престол, в 566 году демонстративно отказался посылать Лахмидам дары, которые регулярно направлял его предшественник Юстиниан I, Амр приказал Кабусу во главе войска напасть на земли Гассанидов — давних вассалов Византии. Сведений о развитии и последствиях этого похода не сохранилось. После убийства Амра III, которое датируется примерно осенью 569 года, новым царём государства Лахмидов стал Кабус. Если верить свидетельству аль-Муфаддаля, Амр ещё при жизни сделал Кабуса своим преемником.

## Правление
Вступив на престол, Кабус сразу же оказался втянутым в давно назревавшую войну с Гассанидами, подробности которой приводятся в трудах Иоанна Эфесского и Михаила Сирийского. Новый гассанидский царь аль-Мунзир III ибн аль-Харис, пришедший к власти практически одновременно с Кабусом, быстро консолидировал гассанидских арабов, собрал внушительное войско и внезапным ударом 15 мая 570 года разбил войска Лахмидов, захватил лагерь Кабуса и пленил несколько родственников и военачальников лахмидского царя. Самому Кабусу удалось бежать с поля боя с небольшим эскортом. Аль-Мунзир вторгся в земли Лахмидов и встал лагерем, занимаясь угоном скота и захватом лахмидских воинов, возвращавшихся из набегов и зачастую принимали гассанидский лагерь за свой. Через некоторое время аль-Мунзир ибн Харис вместе с войском беспрепятственно вернулся в свои владения.
По прошествии какого то времени Кабус вновь собрал войска и выступил в поход против Гассанидов. По свидетельству Иоанна Эфесского, Кабус предварительно направил к аль-Мунзиру ибн Харису посольство с объявлением войны. Аль-Мунзир ответил, что лахмидскому царю не стоит утруждать себя походом, поскольку он сам уже выступил в поход против Кабуса. Стремительно преодолев пустыню, аль-Мунзир во главе своих войск внезапно напал на лагерь Кабуса и разгромил его войско. Точно датировать второе поражение Кабуса на основании сохранившихся источников не удаётся, вероятно, оно имело место не позднее 572 года.
Примерно в ноябре—декабре 573 года Кабус ибн аль-Мунзир, согласно Хамзе аль-Исфахани, неожиданно был убит неким арабом из племени Бану Яшкур, который при этом разграбил его шатёр или обоз. Шаханшах Хосров I Ануширван, не имея пока кандидатуры на место убитого Кабуса, передал управление государством Лахмидов своему наместнику-шахрабу, имя которого не сохранилось.